# Hertia
Genre
Synonymes
- Othonnopsis  Jaub. & Spach (1837)

Hertia est un genre de plantes à fleurs de la famille des Astéracées, originaire d'Afrique et d'Asie du sud-ouest ,.

## Taxonomie
Le genre a été décrit par Christian Friedrich Lessing et publié dans Synopsis Generum Compositarum 88. 1832.
Espèces .
- Hertia alata (L.f.) ined. - Province du Cap en Afrique du Sud
- Hertia angustifolia (DC.) Kuntze  - Iran
- Hertia cheirifolia (L.) Kuntze      - Algérie, Tunisie
- Hertia ciliata Kuntze       - Afrique du Sud
- Hertia clutiifolia (DC.) Kuntze    - Province du Cap
- Hertia intermedia (Boiss.) Kuntze   - Iran, Afghanistan
- Hertia kraussii (Sch.Bip.) Fourc.   - Afrique du Sud
- Hertia maroccana (Batt.) Maire      - Maroc
- Hertia pallens Kuntze         - Afrique du Sud